# 클레어 홀트
클레어 홀트(Claire Holt, 1988년 6월 11일 ~ )는 오스트레일리아의 배우이다.

## 출연 작품

### 영화
- 47미터

### 텔레비전
- 아쿠아 엔젤스 - 에마 역
- 프리티 리틀 라이어스 - 사마라 쿡 역
- 뱀파이어 다이어리 - 레베카 마이클슨 역
  - 오리지널스 - 레베카 마이클슨 역